# برنا ینیچری
برنا ینیچری (انگلیسی: Berna Yeniçeri؛ زادهٔ ۲۶ ژانویهٔ ۱۹۹۶) بازیکن فوتبال اهل ترکیه است.

وی همچنین در تیم‌های ملی فوتبال Turkey women's national under-17 football team, Turkey women's national under-19 football team، و زنان ترکیه بازی کرده‌است.